# Shaker
Pour les articles homonymes, voir Shaker (homonymie).

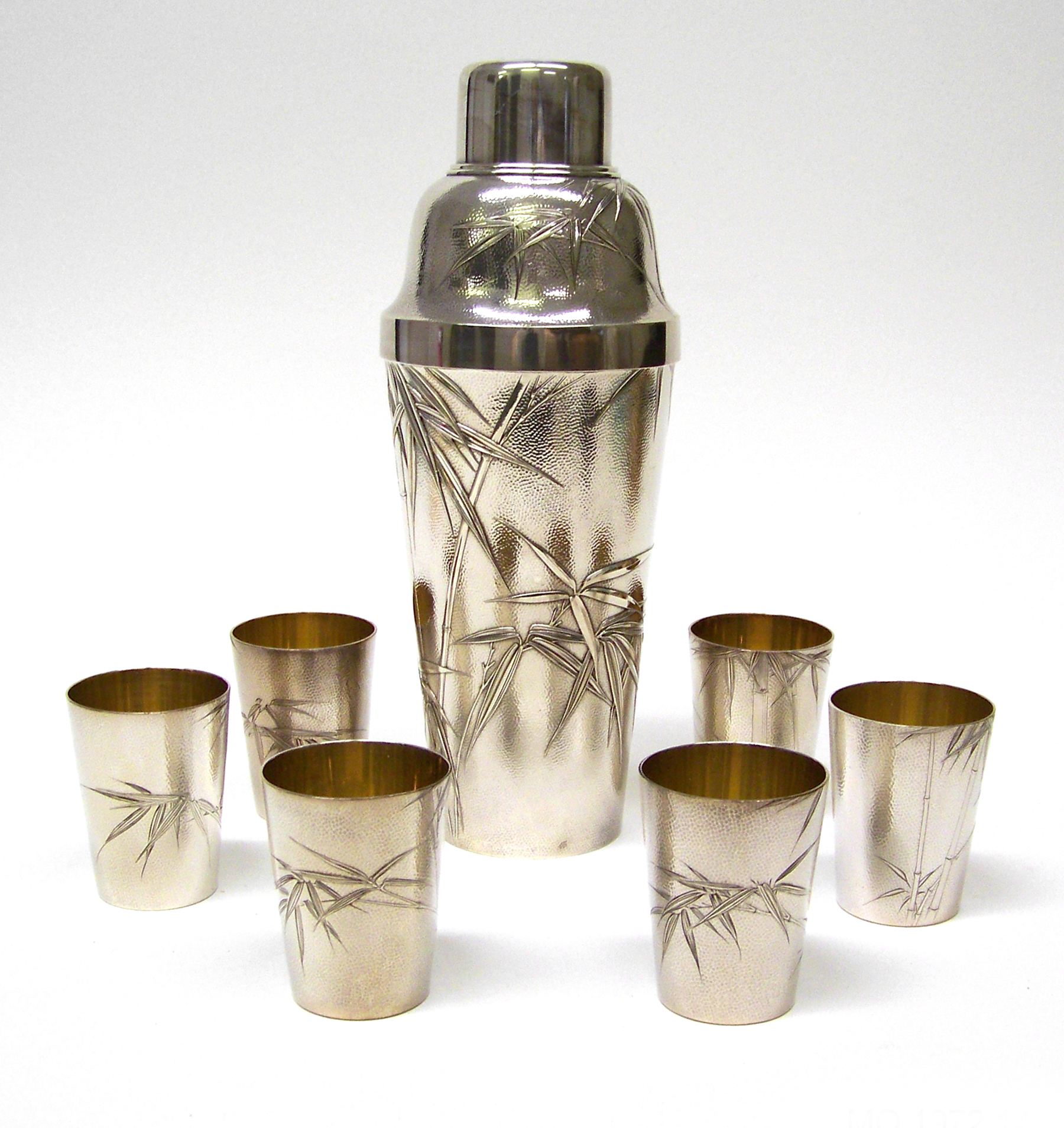
Shaker en argent gravé et ses six timbales, décoration orientale (bambou).

Un shaker, shakeur, (anglicisme), aussi appelé mélangeur à cocktail ou coquetelier au Canada, est un ustensile de bar utilisé pour la préparation de certains cocktails. Utilisé lorsque des ingrédients ont besoin d'être fortement agités pour être mélangés, il peut être composé de jus de fruits, de sirops, d'alcools, de corps gras (crème, œufs…), et/ou de corps solides (glaçons, herbes, épices, morceaux de fruits…). Les boissons gazeuses ne sont jamais agitées au shaker.

## Étymologie
- Nom 1 : de l'anglais shaker, qui dérive de shake (« agiter, trembler »).
- Nom 2 : le nom des membres de la secte, péjoratif à l’origine dérive de shaking quakers (« trembleurs agités ») pour décrire leurs rituels de tremblement, de cris, de glossolalie et de chants.

## Caractéristiques

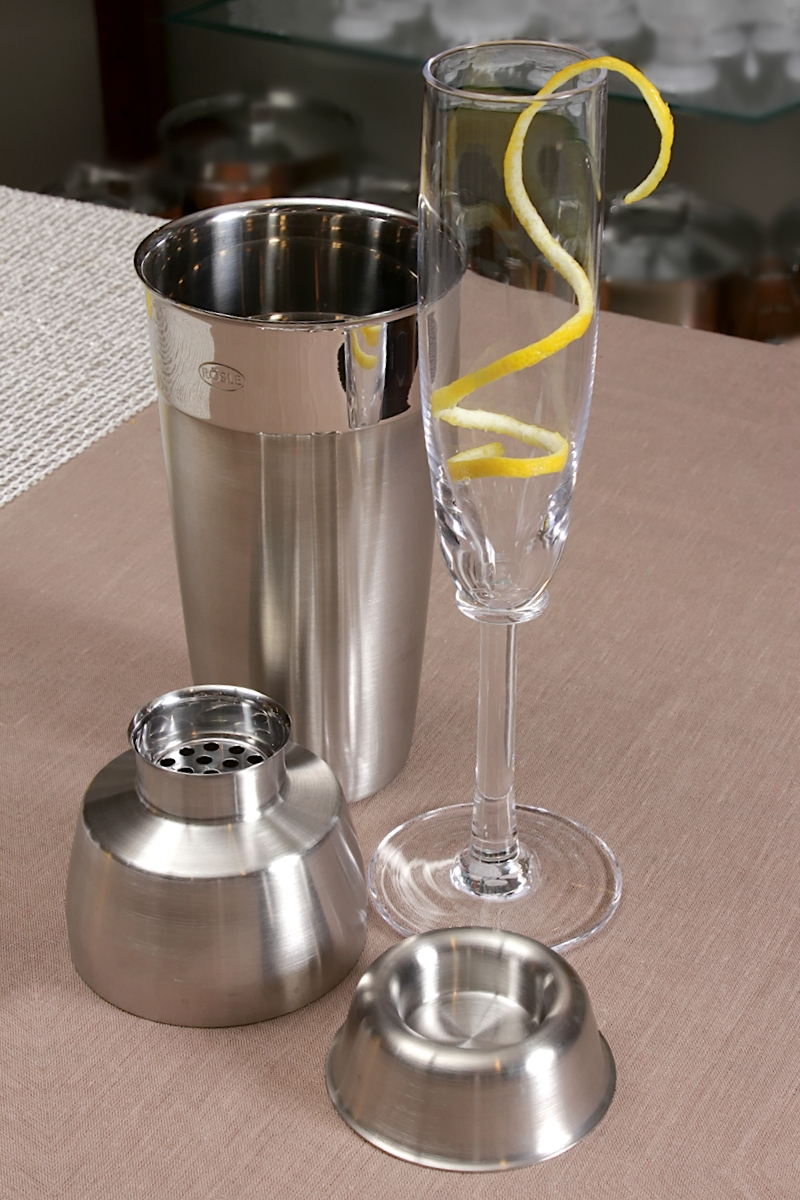
Shaker « trois pièces » et sa coupe.

Un shaker est composé de deux parties, une haute et une basse, et il existe quatre types : shaker Boston, shaker continental, shaker avec filtre ou « trois pièces », et  shaker tumbler.
Le shaker Boston se compose de deux éléments : une haute timbale en métal de généralement 800 mL et un grand verre. La timbale a un diamètre d'ouverture plus grand que celui du verre, afin que ce dernier vienne s'y encastrer. Lorsqu'on agite le shaker Boston, le métal de la timbale se rétracte légèrement sous l'action du froid généré par les glaçons, rendant la jointure avec le verre parfaitement hermétique, sans pour autant bloquer l'ensemble. Le verre du shaker Boston est épais et solide. Il est conçu pour résister aux chocs thermiques et physiques dus à l'utilisation de glace dans la préparation des cocktails. Pour filtrer un mélange préparé avec le shaker Boston, on utilise une passoire à glaçons et/ou une passoire à pulpe. Le shaker Boston fut le premier modèle utilisé aux États-Unis par les pionniers du bar, au milieu du XIXe siècle[réf. nécessaire]. Il est aujourd'hui le shaker préféré des professionnels car il est plus hermétique, rapide à manier et à laver.[Interprétation personnelle ?]
Le shaker continental est semblable au shaker Boston, mais avec deux parties en métal. On l'utilise de la même manière. Le shaker continental est apparu en Europe au début du XXe siècle. C'était le modèle le plus utilisé, mais il l'est de moins en moins aujourd'hui, à l'avantage du shaker Boston et du « trois pièces ».
Le shaker avec filtre ou « trois pièces » se différencie des deux autres de par son filtre incorporé. Celui-ci élimine la nécessité d'avoir une passoire à glaçons pour filtrer le mélange. Sa partie basse est constituée d'une timbale profonde dans laquelle vient s'encastrer la partie haute. Cette dernière est composée de deux éléments : la partie intermédiaire (qui comprend le filtre), et le bouchon, qui surplombe l'ensemble et en assure l'hermétisme. Les ingrédients doivent être introduits dans la partie basse, puis une fois refermé, le shaker secoué selon la méthode habituelle. Pour verser le mélange il suffit de retirer le bouchon. Ce shaker est apparu à la fin du XIXe siècle. C'est le modèle le plus utilisé par le grand public, mais non par les barmen professionnels. Il a comme inconvénient de provoquer une dilution plus importante de la boisson, les glaçons s'accumulant dans un espace réduit lorsqu'on la verse.
Le shaker tumbler est une bouteille métallique munie d’un large couvercle amovible pour mélanger intimement les ingrédients composant une protéine ou de fruit, comme les fameux shaker de shakesphere.

## Utilisation

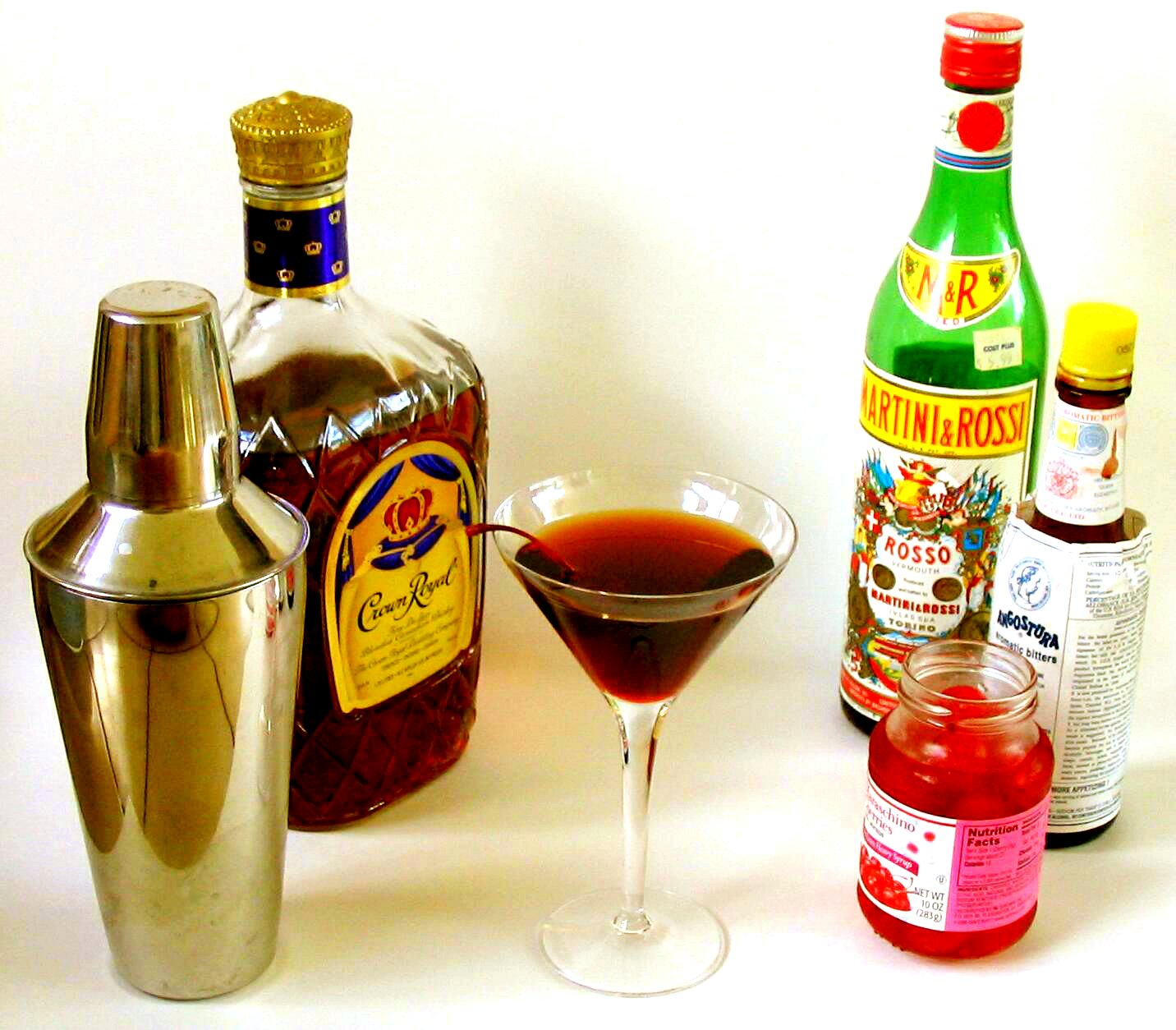
Préparation pour un Manhattan au shaker.

Son action est double : mélanger et rafraîchir. D'aspect homogène et souvent opaque, une boisson ainsi rafraîchie est dite « frappée », elle est servie traditionnellement sans glace dans le verre (« straight up »).
Mode d'emploi le plus courant :
1. remplir la partie basse à moitié avec des glaçons,
2. ajouter les ingrédients, les alcools en dernier,
3. fermer le shaker avec la partie haute,
4. saisir fermement le shaker et l'agiter vivement pendant 8 à 10 secondes (la surface du shaker prend alors un aspect givré),
5. verser le contenu dans le verre de service, en retenant les parties solides du mélange à l'aide d'une passoire ou d'un filtre.

Un cocktail élaboré au shaker se différencie d'une préparation au verre à mélange ou directement dans le verre. Certains ont des formes très différentes et parfois inattendues comme des formes d'animaux. Son utilisation s'est démocratisée par l'augmentation de la fréquentation des bars, le shaker est souvent associé à un style de vie « chic ».

## James Bond
Dans les films de James Bond, il est coutumier que celui-ci demande un Vodka Martini au shaker, la phrase qu'il utilise est devenue célèbre : « Au shaker, pas à la cuillère. » (en anglais, « Shaken, not stirred. »). La recette de ce cocktail apprécié par l'espion est composée d'un verre à Martini, des glaçons, un citron jaune, de la vodka de qualité, du gin de qualité, du Lillet blanc ou du Vermouth Noilly Prat. Après avoir rafraîchi le shaker, il suffit d'y mélanger les alcools, les plus forts en premier. La préparation est versée dans le verre à Martini en y ajoutant un zeste de citron.